# Moussa Faki
Moussa Faki Mahamat (en árabe: موسى فكي محمد‎ Mūsā Fakī Muḥammad) (Bitline, 21 de junio de 1960) es un político y diplomático chadiano, presidente de la Comisión de la Unión Africana desde el 14 de marzo de 2017. Anteriormente fue Primer Ministro de Chad del 24 de junio de 2003 al 4 de febrero de 2005 y Ministro de Relaciones Exteriores de abril de 2008 a enero de 2017. Faki es miembro del gobernante Movimiento Patriótico de Salvación (MPS), pertenece al grupo étnico zaghawa, el mismo grupo que el expresidente Idriss Déby.
El 30 de enero de 2017, fue elegido Presidente de la Comisión de la Unión Africana.

## Biografía
Nació en la ciudad de Biltine en el este de Chad. Asistió a la universidad en Brazzaville en la República del Congo, donde estudió derecho. Se exilió cuando Hissein Habré[cita requerida] tomó el poder el 7 de junio de 1982 y se unió al Consejo Revolucionario Democrático encabezado por Acheikh Ibn Oumar; sin embargo, no regresó a Chad cuando Acheikh se unió a Habré en 1988. Finalmente regresó el 7 de junio de 1991, después de que Déby asumiera el poder. Fue director general de dos ministerios antes de ocupar el cargo de director general de la Empresa Nacional Azucarera (SONASUT) entre 1996 y 1999.[cita requerida]
Posteriormente, se desempeñó como Director del Gabinete del presidente Déby de marzo de 1999 hasta julio de 2002, y fue director de campaña de Déby para las elecciones presidenciales de mayo de 2001. Posteriormente asumió el Ministerio de Obras Públicas y Transportes en el gobierno del Primer Ministro Haroun Kabadi, nombrado el 12 de junio de 2002. Un año después Déby lo nombró Primer Ministro el 24 de junio de 2003, en sustitución de Kabadi, un nombramiento inusual porque, siendo Faki un norteño, significaba que tanto el presidente como el primer ministro serían del norte y por tradición el puesto de Primer Ministro se asignaba a un sureño como ejercicio de poder territorial. Faki dimitió a principios de febrero de 2005 en medio de una huelga de la función pública y una disputa con Déby.
El 19 de enero de 2007 fue nombrado miembro del Consejo Económico, Social y Cultural  y al mes siguiente fue elegido Presidente del Consejo. Un año después, en 2008, en el gobierno del primer ministro Youssouf Saleh Abbas, anunciado el 23 de abril de 2008, fue nombrado ministro de Relaciones Exteriores.   
El 30 de enero de 2017, fue elegido para suceder a Nkosazana Dlamini-Zuma de Sudáfrica como presidente de la Comisión de la Unión Africana, derrotando a Amina Mohamed de Kenia. Hissein Brahim Taha fue designado para reemplazarlo como Ministro de Relaciones Exteriores de Chad el 5 de febrero de 2017. Faki asumió el cargo de presidente de la Comisión de la Unión Africana el 14 de marzo de 2017.